# 廃止された日本の大学一覧
廃止された日本の大学一覧（はいしされたにほんのだいがくいちらん）は、以下に当てはまる日本の大学の一覧。
1. 廃校により現存しない日本の大学。新規の学生募集を停止し、残存している在籍者のための猶予としてのみ存続している大学。
2. 他の大学と統合した大学。

## 統合

### 旧制大学（統合）
- 東京文理科大学 → 東京教育大学 (1949年統合) → 筑波大学 (1973年開学)

### 新制大学（統合）
- 愛知県立看護大学 → 愛知県立大学看護学部 (2009年統合)
- 愛媛県立松山農科大学 → 愛媛大学農学部 (1954年統合)
- 茨城県立農科大学（1949年霞浦農科大学が茨城県に移管し改称） → 茨城大学農学部 (1952年統合)
- 大分医科大学 → 大分大学医学部 (2003年統合)
- 大阪薬科大学 → 大阪医科薬科大学薬学部（改称した大阪医科大学と2021年統合）
- 大阪外国語大学 → 大阪大学外国語学部 (2007年統合)
- 大阪市立大学 (1949年大阪商科大学が改称) → 大阪公立大学 (大阪府立大学と2022年統合)
  - 大阪市立医科大学 → 大阪市立大学医学部 (1955年統合)
- 大阪府立大学 (1955年浪速大学が改称) → 大阪公立大学 (大阪市立大学と2022年統合)
  - 大阪女子大学 → 大阪府立大学 (2005年統合)
  - 大阪府立看護大学 → 大阪府立大学 (2005年統合)
- 大阪国際女子大学 → 大阪国際大学 (2002年統合)
- 大宮法科大学院大学 → 桐蔭横浜大学 (2013年統合)
- 香川医科大学 → 香川大学医学部 (2003年統合)
- 香川県立農科大学 → 香川大学農学部 (1955年統合)
- 鹿児島県立大学 → 鹿児島大学工学部・医学部 (1955年統合)
- 岐阜県立医科大学 (1952年岐阜県立大学工学部を岐阜大学に移管し改称) → 岐阜大学医学部 (1964年統合)
- 九州芸術工科大学 → 九州大学芸術工学部 (2003年統合)
- 九州東海大学 → 東海大学 (2008年統合)
- 共立薬科大学 → 慶應義塾大学薬学部 (2008年統合)
- 熊本医科大学 → 熊本大学医学部 (1949年統合)
- 県立長崎シーボルト大学 → 長崎県立大学国際情報学部・看護栄養学部 (2008年統合)
- 県立広島女子大学 → 県立広島大学 (2005年統合)
- 高知医科大学 → 高知大学医学部 (2003年統合)
- 神戸医科大学 (1952年兵庫県立医科大学が改称) → 神戸大学医学部 (1964年統合)
- 神戸経済大学 (1944年神戸商業大学が改称) → 神戸大学法学部・経済学部・経営学部 (1949年統合)
- 神戸商科大学 → 兵庫県立大学経済学部・経営学部 (2004年統合)
- 神戸商船大学 → 神戸大学海事科学部 (2003年統合の後、海洋政策科学部に改称)
- 神戸山手大学 → 関西国際大学 (2020年統合)
- 国際大学 → 1972年の沖縄返還に際し沖縄大学の一部を統合し沖縄国際大学を設置
- 佐賀医科大学 → 佐賀大学医学部 (2003年統合)
- 静岡県立静岡農科大学 → 静岡大学農学部 (1951年統合)
- 静岡薬科大学 → 静岡県立大学薬学部 (1990年統合)
- 島根県立島根農科大学 → 島根大学農学部 (1965年統合)
- 島根医科大学 → 島根大学医学部 (2003年統合)
- 聖母大学 → 上智大学総合人間科学部看護学科 (2011年統合)
- 聖和大学 (1980年聖和女子大学が改称) → 関西学院大学 (2009年統合)
- 中央労働学園大学 → 法政大学社会学部 (1952年統合)
- 東京医科歯科大学 → 東京科学大学 (2024年統合)
- 東京工業大学 → 東京科学大学 (2024年統合)
- 東京獣医畜産大学 → 日本大学農獣医学部  (1951年統合の後、生物資源科学部に改称)
- 東京商船大学 → 東京海洋大学海洋工学部 (2003年統合)
- 東京水産大学 → 東京海洋大学海洋科学部 (2003年統合の後、海洋資源環境学部、海洋生命科学部に改組)
- 東京都立大学 (1949-2011) → 首都大学東京 (2005年統合の後、2020年東京都立大学に改称)
- 東京都立科学技術大学 → 首都大学東京 (2005年統合の後、2020年東京都立大学に改称)
- 東京都立保健科学大学 → 首都大学東京 (2005年統合の後、2020年東京都立大学に改称)
- 図書館情報大学 → 筑波大学図書館情報学専門学群 (2002年統合の後、情報学群知識情報・図書館学類に改称)
- 富山医科薬科大学 → 富山大学医学部・薬学部 (2005年統合)
- 日本教育大学院大学 → 星槎大学大学院教育実践研究科 (2017年統合)
- 日本大学松戸歯科大学 → 日本大学松戸歯学部 (1975年統合)
- 浜松大学 (1998年常葉学園浜松大学が改称) → 常葉大学 (2013年統合)
- 姫路工業大学 → 兵庫県立大学工学部 (2004年統合)
- 富士常葉大学 → 常葉大学 (2013年統合)
- 兵庫医療大学 → 兵庫医科大学 (2022年統合)
- 兵庫県立看護大学 → 兵庫県立大学看護学部 (2004年統合)
- 兵庫農科大学 → 神戸大学農学部 (1966年統合)
- 広島医科大学 → 広島大学医学部 (1955年統合)
- 広島県立大学 → 県立広島大学 (2005年統合)
- 広島県立保健福祉大学 → 県立広島大学 (2005年統合)
- 福井医科大学 → 福井大学医学部 (2003年統合)
- 北海道東海大学 → 東海大学 (2008年統合)
- 北海道薬科大学 → 北海道科学大学薬学部 (2018年統合)
- 三重県立大学 → 三重大学水産学部・医学部 (1972年統合)
- 宮崎医科大学 → 宮崎大学医学部 (2003年統合)
- 桃山学院教育大学 → 桃山学院大学人間教育学部(2025年統合)
- 山口県立医科大学 → 山口大学医学部 (1964年統合)
- 山梨医科大学 → 山梨大学医学部 (2002年統合)
- 山梨県立看護大学 → 山梨県立大学 (2005年統合)

## 廃校

### 旧制大学（廃校）
- 満洲医科大学（中国語版）（中国医科大学が継承）
- 旅順工科大学（中国人民解放軍第四〇六医院が設備を継承）
- 東亜同文書院大学（教員は旧制愛知大学が継承）

### 新制大学（廃校）
- 愛知新城大谷大学（2010年募集停止、2013年廃止）
- 上野学園大学（2021年募集停止）
- 映画専門大学院大学（2012年募集停止、2013年廃止）
- 英知大学 → 聖トマス大学（2007年改称、2010年募集停止、2015年廃止）
- LCA大学院大学（2009年募集停止、2011年廃止）
- 京都ノートルダム女子大学（2026年募集停止予定）
- 久我山大学（1950年廃止）
- 恵泉女学園大学（2024年募集停止)
- 神戸海星女子学院大学（2024年募集停止）
- 神戸夙川学院大学（2014年募集停止、2015年廃止。学生は神戸山手大学が継承）
- 神戸ファッション造形大学（2010年募集停止、2013年廃止）
- 善隣大学 → 日本商科大学（1949年改称、1950年廃止。学生は明治学院大学が継承）
- 創造学園大学（2013年廃止）
- 高岡法科大学（2025年募集停止）
- 電動モビリティシステム専門職大学（2025年募集停止）
- 東京女学館大学（2013年募集停止、2017年廃止)
- 東和大学（2007年募集停止、2011年廃止。土地・建物は同一の学校法人が設置する純真学園大学が継承）
- 名古屋柳城女子大学（2026年募集停止）
- 日本伝統医療科学大学院大学（2009年募集停止、2010年廃止）
- 日本ルーテル神学大学 → ルーテル学院大学（1996年改称、2025年募集停止）
- 広島安芸女子大学 → 立志舘大学（2002年改称、2003年廃止。学生・土地・建物は呉大学〈2009年に広島文化学園大学と改称〉が継承）。
- 広島国際学院大学（2020年募集停止、2023年廃止)
- 福岡医療福祉大学（2011年募集停止、2014年廃止）
- 福岡国際大学（2015年募集停止、2018年廃止）
- 保健医療経営大学（2020年募集停止、2023年廃止）
- 松阪大学→三重中京大学（2005年改称、2010年募集停止、2013年廃止）